# SUMILE SMILE
『SUMILE SMILE』（スミレスマイル）は、内田彩の1枚目のシングル。2016年11月30日に ZERO-A / 日本コロムビアから発売された。

## 概要
アルバムデビューから2年目で初のシングル。表題曲の「SUMILE SMILE」は、自身初の冠番組『Aya Uchida Hello! My Music 〜COLORS〜』のオープニングテーマとして制作された。PVとメイキングを収録したDVDが付属する初回限定盤、CDのみの通常盤の2バージョンが発売された。

## チャート成績
11月29日付のオリコンデイリーランキングでは6位にランクイン。翌日の11月30日付では0.4万枚を売り上げて2位にランクインした。12月12日付のオリコン週間ランキングでは初動1.3万枚で6位にランクイン。アニメ週間チャートでも初の1位を獲得した。

## シングル収録内容
| #         | タイトル                             | 作詞           | 作曲・編曲 | 時間  |
| --------- | ------------------------------------ | -------------- | ---------- | ----- |
| 1.        | 「SUMILE SMILE」                     | 只野菜摘       | 持田裕輔   | 5:16  |
| 2.        | 「Everlasting Parade」               | SUIMI hisakuni | hisakuni   | 4:41  |
| 3.        | 「SUMILE SMILE」(Instrumental)       |                |            | 5:16  |
| 4.        | 「Everlasting Parade」(Instrumental) |                |            | 4:40  |
| 合計時間: | 合計時間:                            | 合計時間:      | 合計時間:  | 19:53 |

| #         | タイトル                         | 作詞  | 作曲・編曲 | 時間 |
| --------- | -------------------------------- | ----- | ---------- | ---- |
| 1.        | 「SUMILE SMILE」(Music Video)    |       |            | 5:35 |
| 2.        | 「SUMILE SMILE」(メイキング映像) |       |            | 8:00 |
| 合計時間: | 合計時間:                        | 13:35 |            |      |